# Brandi Chastain
Brandi Denise Chastain (San José, California; 21 de julio de 1968) es una exfutbolista profesional estadounidense. Jugaba de defensa y mediocampista, y formó parte de la selección de fútbol de Estados Unidos.
Jugó para los San Jose CyberRays en la liga de fútbol femenino de Estados Unidos, para el FC Gold Pride en la Women's Professional Soccer en Estados Unidos, y también para el California Storm en la misma liga. Es conocida por meter un penal para ganar ante China en el mundial de fútbol de 1999, y su celebración después de meter el gol. Dentro de sus muchos logros, Chastain ganó dos copas del mundo, dos medallas de oro en las olimpiadas y una de plata. Está casada con un entrenador de universidad, Jerry Smith, quien es el entrenador del equipo mujeres en la universidad de Santa Clara. Además, Chastain trabaja actualmente como entrenadora del equipo de hombres en la universidad de Bellarmine.

## Carrera juvenil
Fue estudiante en la de preparatoria Archbishop Mitty, en San José, California, en donde ayudó a su equipo a ganar tres campeonatos de la región. En 1986, Chastain fue reconocida con el premio de mejor jugadora novata en la universidad de Berkeley- California. Poco después, se sometió a una cirugía reconstructiva en ambas rodillas; esto ocasionó que se perdiera gran parte de las temporadas de 1987 y 1988. Se transfirió a la Universidad de Santa Clara, antes del inicio de la temporada de 1989, y nuevamente guio a su equipo a dos semifinales de la NCAA, antes de que se graduara en 1991.   
La primera vez que Chastain jugó para la selección de Estados Unidos fue el 1 de junio de 1988 contra Japón. Anotó su primer gol de cinco, que en un futuro metería el 18 de abril de 1991. En este partido entró de cambio y metió cinco goles de manera consecutiva para ganar 12-0 a México en el hexagonal clasificatorio de la CONCACAF. En ese mundial Estados Unidos se consagró campeón.  
Después de su primera copa del mundo, jugó la temporada 93-94 en un equipo de fútbol japonés donde ganó el premio a la jugadora más valiosa y fue la única jugadora extranjera en ser seleccionada para el equipo ideal del torneo.
Como defensa, logró ser convocada por la selección de Estados Unidos en 1996 y participó en las olimpiadas de 1996, ayudando a su equipo a ganar la medalla de oro. Lo hizo jugando todos los minutos de todos los partidos, a pesar de sufrir una seria lesión en la rodilla en el partido de semifinal contra Noruega. De sus 192 apariciones, 89 de ellas lo hizo como defensa, pero ocasionalmente jugaba como mediocampista.

## Episodio del brassier deportivo
El 10 de junio de 1999, en la final del mundial de fútbol en el Estadio de las Rosas, en Pasadena, California, después de anotar el quinto penal, que le daba el título a Estados Unidos en el partido contra China, Chastain celebró arrodillándose, quitándose la playera y cerrando los puños con solo un brassier deportivo puesto. Quitarse la playera para celebrar, en el fútbol varonil es tan común, que actualmente es penalizado con una tarjeta amarilla por ser considerado un acto de actitud antideportiva. Las fotografías de esta acción fueron portada en los diarios más importantes de Estados Unidos, revistas como Nesweek, Sports Illustrated e incluso en la revista Time.  La imagen de su celebración es considerada como una de las fotografías más famosas de una mujer que celebra una victoria.
La explicación de Chastain para describir este momento fue "En el momento una locura, nada más y nada menos. No estaba pensando en nada. Mi único pensamiento fue "Este es el momento más importante de mi carrera futbolística.""

## Carrera profesional
Chastain jugó en las San Jose CyberRays, en la Asociación de Mujeres de Fútbol Soccer, desde su fundación en 2001 hasta la suspensión de la asociación en el 2003. Jugó con la selección de Estados Unidos hasta el 6 de diciembre de 2004.
Apareció en un episodio de Celebrity Jeopardy! el 9 de febrero de 2001, y ganó con 1 dólar. El equipo al que ella representaba recibió 15,000 dólares. El anfitrión del programa, Alex Tebek, felicitó a la jugadora diciendo "Espero que ganes otra vez."
Participó en el documental hecho por HBO Atrévete a Soñar: La historia de la Selección de Estados Unidos.
El libro de Chastain acerca de la competitividad de las mujeres en los deportes tiene el título de It´s not about the Bra (no tiene que ver el brasier). (ISBN 978-0060765996)
Posó desnuda, con excepción de unas espinilleras y un balón de fútbol estratégicamente puesto en su cuerpo para la revista men´s magazine gear. Su aparición en esta revista creó mucha controversia y este asunto fue usado como pregunta en el concurso de belleza para menores de edad en Miss Teen USA en 1999.
Chastain ha sido comentarista en transmisiones de fútbol para dos televisoras diferentes. Transmitió para NBC deportes durante las olimpiadas del 2008 y 2012. Cuando trabajó para ABC/ESPN, participaba en las transmisiones de los partidos de la MLS y era comentarista en las mesas de debates en el mundial femenino de 2011.
Chastain fue la vocera oficial de Pfizer y promocionó un producto multivitamínico de Centrum Ultra.
Chastain está casada con Jerry Smith (8 de junio de 1996 - presente) y tiene un hijo llamado Jaden Smith, que nació en junio del 2006, y su marido tiene otro hijo, Cameron Smith.

## Estadísticas

### Carrera con su club
| Equipo              | Temporada        | Liga   | Liga Doméstica | Liga Doméstica    | Liga Doméstica | Liga Doméstica | Liga Doméstica | Eliminatorias | Eliminatorias     | Eliminatorias | Eliminatorias | Eliminatorias | Total       | Total             | Total   | Total | Total       |
| Equipo              | Temporada        | Liga   | Apariciones    | juegos de titular | Minutos        | Goles          | Asistencias    | Apariciones   | Juegos de titular | Minutos       | Goles         | Asistencias   | Apariciones | Juegos de titular | Minutos | Goles | Asistencias |
| ------------------- | ---------------- | ------ | -------------- | ----------------- | -------------- | -------------- | -------------- | ------------- | ----------------- | ------------- | ------------- | ------------- | ----------- | ----------------- | ------- | ----- | ----------- |
| Shiroki F.C. Serena | 1993             | Liga L |                |                   |                |                |                |               |                   |               |               |               |             |                   |         |       |             |
|                     |                  | Total  |                |                   |                |                |                |               |                   |               |               |               |             |                   |         |       |             |
| Bay Area CyberRays  | 2001             | WUSA   |                |                   |                |                |                |               |                   |               |               |               |             |                   |         |       |             |
| San Jose CyberRays  | 2002             | WUSA   |                |                   |                |                |                |               |                   |               |               |               |             |                   |         |       |             |
| San Jose CyberRays  | 2003             | WUSA   |                |                   |                |                |                |               |                   |               |               |               |             |                   |         |       |             |
|                     |                  | Total  |                |                   |                |                |                |               |                   |               |               |               |             |                   |         |       |             |
| FC Gold Pride       | 2009             | WPS    | 10             | 5                 | 450            | 0              | 0              | –             | –                 | –             | –             | –             | 10          | 5                 | 450     | 0     | 0           |
|                     |                  | Total  | 10             | 5                 | 450            | 0              | 0              | –             | –                 | –             | –             | –             | 10          | 5                 | 450     | 0     | 0           |
| California Storm    | 2010             | WPSL   | 5              | –                 | –              | 3              | 5              | –             | –                 | –             | –             | –             | 5           | –                 | –       | 3     | 5           |
| Total en carrera    | Total en carrera | –      | 15             | 5                 | 450            | 3              | 5              | –             | –                 | –             | –             | –             | 15          | 5                 | 450     | 3     | 5           |

### Carrera internacional
| Nación           | Año  | Apariciones Internacionales | Apariciones Internacionales | Apariciones Internacionales | Apariciones Internacionales | Apariciones Internacionales |
| Nación           | Año  | Apariciones                 | Juegos de titular           | Minutos                     | Goles                       | Asistencias                 |
| ---------------- | ---- | --------------------------- | --------------------------- | --------------------------- | --------------------------- | --------------------------- |
| Estados Unidos   | 1988 | 2                           | 0                           | 87                          | 0                           | 0                           |
| Estados Unidos   | 1991 | 13                          | 4                           | 546                         | 7                           | 1                           |
| Estados Unidos   | 1993 | 2                           | 0                           | 84                          | 0                           | 1                           |
| Estados Unidos   | 1996 | 23                          | 23                          | 1,961                       | 2                           | 7                           |
| Estados Unidos   | 1997 | 15                          | 15                          | 1,319                       | 2                           | 2                           |
| Estados Unidos   | 1998 | 24                          | 22                          | 1,891                       | 5                           | 4                           |
| Estados Unidos   | 1999 | 27                          | 21                          | 2,035                       | 5                           | 5                           |
| Estados Unidos   | 2000 | 34                          | 32                          | 2,520                       | 4                           | 3                           |
| Estados Unidos   | 2001 | 3                           | 3                           | 250                         | 0                           | 0                           |
| Estados Unidos   | 2002 | 15                          | 14                          | 1,061                       | 4                           | 0                           |
| Estados Unidos   | 2003 | 14                          | 13                          | 1,080                       | 1                           | 1                           |
| Estados Unidos   | 2004 | 20                          | 13                          | 1,149                       | 0                           | 2                           |
| Total en carrera | 12   | 192                         | 160                         | 13,983                      | 30                          | 26                          |